# Tschandala
Tschandala ist eine ältere deutsche und schwedische Transkription des sanskritischen Wortes Chandala. Die Schreibweise Tschandala wurde von Friedrich Nietzsche und August Strindberg verwendet.

## Nietzsches „Tschandala“

### Verwendung des Begriffs bei Nietzsche
Nietzsche verwendet den Begriff in seinen Schriften Götzen-Dämmerung und Der Antichrist. Darin stellt er das „Gesetzbuch des Manu“ mit dessen Kastensystem als Beispiel für eine intelligent geplante „Züchtung“ von Menschen gegen den Versuch des Christentums, den Menschen zu „zähmen“.
Besondere Aufmerksamkeit widmet Nietzsche dabei dem „Tschandala“, den er bei Manu als ein Produkt der unkontrollierten Mischung aus Rassen und Klassen sieht, oder, wie Nietzsche Manu zitiert, als „die Frucht von Ehebruch, Incest und Verbrechen“.
Nietzsche beschreibt zunächst Methoden der christlichen Menschenverbesserung. Zentrale Metapher ist dabei das dressierte Raubtier in der Menagerie, das scheinbar verbessert, in Wirklichkeit geschwächt und seiner Lebendigkeit beraubt sei. Als Entsprechung sieht Nietzsche den vom Christentum dressierten Deutschen.
Das Gesetzbuch des Manu sei dagegen auf Züchtung einer hohen Menschenrasse aus und müsse daher unnachgiebig gegen jede Rassenmischung sein. Nietzsche beschreibt diese Gesellschaftsorganisation als „furchtbar“ und „unserem Gefühl widersprechend“, aber als reinsten und ursprünglichen Ausdruck „arischer Humanität.“ Er legt die brutalen Vorschriften zum Umgang mit den Tschandala, die im Grunde auf Demütigung und physische Vernichtung hinauslaufen, als Kampf der Starken gegen die Masse der Schwachen aus:
„Aber auch diese Organisation hatte nöthig, furchtbar zu sein, – nicht dies Mal im Kampf mit der Bestie, sondern mit ihrem Gegensatz-Begriff, dem Nicht-Zucht-Menschen, dem Mischmasch-Menschen, dem Tschandala. Und wieder hatte sie kein andres Mittel, ihn ungefährlich, ihn schwach zu machen, als ihn krank zu machen, – es war der Kampf mit der ‚grossen Zahl‘.“
Laut Nietzsche ist nun allerdings das Christentum, entstanden aus dem Judentum, die Religion des Tschandala. Er deutet an, dass das Judentum tatsächlich von den „Tschandalas“ kommt:
„Das Christenthum, aus jüdischer Wurzel und nur verständlich als Gewächs dieses Bodens, stellt die Gegenbewegung gegen jede Moral der Züchtung, der Rasse, des Privilegiums dar: – es ist die antiarische Religion par excellence: das Christenthum die Umwerthung aller arischen Werthe, der Sieg der Tschandala-Werthe, das Evangelium den Armen, den Niedrigen gepredigt, der Gesammt-Aufstand alles Niedergetretenen, Elenden, Missrathenen, Schlechtweggekommenen gegen die ‚Rasse‘, — die unsterbliche Tschandala-Rache als Religion der Liebe …“
In seiner Schrift Der Antichrist lobt Nietzsche noch einmal das Gesetzbuch des Manu. Zwar verwende es wie jede Moral die „heilige Lüge“ als Mittel, aber sein Zweck sei unendlich viel höher als der des Christentums. Nietzsche stellt die Weltanschauung der „geistigsten“ und „stärksten“ Menschen, die alles, sogar die Existenz der Tschandalas, bejahen können, gegen den neidischen und rachsüchtigen Instinkt der Tschandalas selbst (vergleiche Herrenmoral und Sklavenmoral). Der Begriff Tschandala wird von Nietzsche noch auf verschiedene Gegner gemünzt, etwa auch auf sozialistische Strömungen seiner Zeit.
Auch in einigen nachgelassenen Aufzeichnungen Nietzsches findet sich seine Beschäftigung mit dem Gesetzbuch des Manu, das er stellenweise auch kritisiert. In einem Brief an Heinrich Köselitz vom 31. Mai 1888 erklärte Nietzsche die Juden zur „Tschandala-Rasse“, die die „arische“ Ethik der Veden zu einer Priester-Ethik umfunktioniert und damit den ursprünglichen Sinn zerstört habe.

### Nietzsche und Jacolliot
Nietzsche bezog sich in seiner Darstellung auf das 1876 erschienene Buch Les législateurs religieux. Manou, Moïse, Mahomet des französischen Indologen und Schriftstellers Louis Jacolliot. Laut (Lit.) Annemarie Etter weicht diese Übersetzung des Manusmriti von anderen Quellen teilweise deutlich ab, auch an den von Nietzsche benutzten und zitierten Stellen. So findet sich etwa die von Nietzsche hervorgehobene und dem Christentum entgegengesetzte Achtung vor der Frau in den üblichen Versionen des Textes nicht.
In seiner Deutung des Tschandala, den Nietzsche immer wieder mit Juden- und Christentum vergleicht, ist Nietzsche offenbar einem längeren Exkurs Jacolliots gefolgt, in dem dieser laut Etter eine „unglaubliche, abstruse und wissenschaftlich völlig unhaltbare Theorie“ entwickelt. Jacolliots Theorie zufolge seien unter anderem alle semitischen Völker, insbesondere also die Hebräer, Nachkommen ausgewanderter Tschandala-Stämme. Auch wenn Nietzsche dies nie so direkt äußert, gehen einige seiner Äußerungen eindeutig in diese Richtung – obwohl, wie Etter feststellt, Nietzsche durchaus die Möglichkeit gehabt hätte, Jacolliots Werk als „eine pseudowissenschaftliche Publikation mit grob irreführenden Schlußfolgerungen, die auf völlig willkürlichen Annahmen beruhten“ zu erkennen. Stattdessen wurde Jacolliots „schwärmerische Bewunderung für alte östliche Weisheit und Zivilisation mit einem mehr oder weniger offenen und ausgeprägten Antisemitismus und Antichristianismus“ von Nietzsche recht unkritisch übernommen und darüber wirkmächtig.

## Strindbergs Erzählung
Der Nietzsche-Verehrer August Strindberg veröffentlichte 1889 eine Erzählung mit dem Titel Tschandala. Sie spielt Ende des 17. Jahrhunderts in einem alten schwedischen Schloss. Eine Familie verbringt einen Sommer in dem Schloss und begegnet dort einer Roma-Familie, die als Schloßverwalter fungieren. Der Protagonist verabscheut die Roma, entwickelt jedoch eine von Ekel und Anziehung geprägte Leidenschaft für die Tochter der Familie. Es kommt zum Geschlechtsverkehr und Ehebruch mit dem jungen Mädchen, welches im ganzen Werke als „Tier“ oder tierisch, schmutzig und minderwertig beschrieben wird. Nach der sexuellen Begegnung ist der Protagonist davon getrieben, den „Tschandala“, den „Mischmaschmenschen“, auszurotten, und wird zum Mörder. Strindberg verurteilt das Tun seines Protagonisten jedoch nicht, sondern erhebt ihn zum Überlegenen. 
Die extrem antiziganistisch und rassistische Darstellung der Romafamilie kann mit vielen anderen schwedischen Werken und Filmen, die Roma stigmatisieren, in Verbindung gebracht werden. Diese Meinung findet in einer jahrzehntelangen Diskriminierung der schwedischen Roma ihren Niederschlag, die darin bestand, Roma der Zwangssterilisation zu unterziehen und die Kinder aus ihren Herkunftsfamilien zu nehmen, was vielfach in physischem und psychischen Missbrauch der Kinder mündete und zahlreiche Suizide zur Folge hatte. Der schwedische Künstler und Rom Lindy Larsson verarbeitet den Rassismus in dem Werk Strindbergs in seinem Bühnenabend „Tschandala. The Romani Version. Swedens dirty little Secret“, das 2023 im Maxim Gorki Theater Berlin aufgeführt wurde und die Novelle Strindbergs in den Kontext von Verfolgung, Sterilisation und Unterdrückung der schwedischen Roma und seiner eigenen traumatischen Familiengeschichte setzt.